# Cosmosoma apennina
Cosmosoma apennina är en fjärilsart som beskrevs av Druce 1905. Cosmosoma apennina ingår i släktet Cosmosoma och familjen björnspinnare. Inga underarter finns listade i Catalogue of Life.